# Ertan-Talsperre
Die Ertan-Talsperre befindet sich am Yalong, dem längsten Zufluss des oberen Jangtsekiang, in den Kreisen Miyi und Yanbian der bezirksfreien Stadt Panzhihua in der südwestchinesischen Provinz Sichuan.
Die Talsperre hat eine Bogenstaumauer aus Beton als Absperrbauwerk. Sie liegt mit ihrer Höhe von 240 oder 245 m (es gibt verschiedene Angaben) ungefähr an Stelle 15 der höchsten Talsperren der Erde.
Sie wurde gebaut, um Strom aus Wasserkraft zu erzeugen. Das Ertan-Wasserkraftwerk hat eine Leistung von 3300 MW und ist in einer unterirdischen Kaverne untergebracht. Die Kaverne ist mit ihren Abmessungen Länge 280 m, Breite 25,5 m, Höhe 65 m die größte Asiens. 
Die elektrische Leistung wird mit sechs Generatoren von je 550 MW erzeugt. Im ersten Betriebsjahr hat das Kraftwerk 3,9 Milliarden kWh erzeugt.
Die Bauarbeiten wurden an ein deutsch-chinesisches Gemeinschaftsunternehmen unter der Führung von Philipp Holzmann vergeben. Außerdem waren beteiligt: Hochtief, Changjiang Gezhouba Engineering Bureau aus China und Geoconsult aus Österreich für die geotechnische Beratung. Die Gesamtbaukosten betrugen 3,4 Milliarden US-Dollar.
Am Yalong sollen noch vier weitere Wasserkraftwerke mit einer Gesamtleistung von 9.050 MW errichtet werden, unter anderem die Lianghekou-Talsperre, Jinping I und Jinping II.
Die Daten in der Tabelle sind teilweise unsicher oder werden in verschiedenen Quellen unterschiedlich angegeben.